# 好孩子街 (鲁昂)
好孩子街（Rue des Bons-Enfants）是法国鲁昂塞纳河右岸的一条街道，长约380米，西起高书洼街（rue Cauchoise），向东南到贞德街（rue Jeanne-d'Arc）。
好孩子街上被列为法国历史古迹加以保护的建筑有：20号、22号、24号、27号、29号、31号、77号、87号、89号、91号、93号、97号 和112号。